# Schot (oude belasting)
Schot was in de middeleeuwen een financiële bijdrage of belasting opgebracht door de derde stand. Geestelijken en de adel waren vrijgesteld, zij genoten schotvrijdom.
De historicus Robert Fruin omschrijft schot in de verklarende woordenlijst van zijn werk Informacie uit 1866 als: een aloude belasting, als landrente aan de heer verschuldigd.
Het begrip schot als belasting kwam vanaf de twaalfde eeuw voor onder de naam petitio in de Noordelijke Nederlanden, Vlaanderen, Gelre, Brabant en delen van Noord-Duitsland. Vanaf de dertiende eeuw was in Holland en Zeeland schot de bijdrage van de boeren in de (jaar)bede.
In Groningen was schot oorspronkelijk de bijdrage door de ingelanden aan de waterstaatswerken. Het begrip evolueerde hier in de zestiende eeuw tot belasting in het algemeen.